# Keje Molenaar
Pour les articles homonymes, voir Molenaar.
Keje Molenaar, né le 29 septembre 1958 à Volendam, est un footballeur international néerlandais évoluant au poste de défenseur entre  1977 et 1990.